# شاو كوم دنينغتون (باركشير)
شاو كوم دنينغتون (بالإنجليزية: Shaw-cum-Donnington)‏ هي قرية و أبرشية مدنية تقع في المملكة المتحدة في باركشير. يقدر عدد سكانها بـ 1,686 نسمة ومساحتها 8.6 كم2 .